# Gądki
Gądki (prononciation : [ˈɡɔntki], en allemand : Gondeck) est un village polonais de la gmina de Kórnik dans le powiat de Poznań de la voïvodie de Grande-Pologne dans le centre-ouest de la Pologne.
Il se situe à environ 10 kilomètres au nord de Kórnik (siège de la gmina) et à 13 kilomètres au sud-est de Poznań (siège du powiat et capitale régionale).

## Histoire
De 1975 à 1998, le village faisait partie du territoire de la voïvodie de Poznań.

Depuis 1999, Gądki est situé dans la voïvodie de Grande-Pologne.
Le village possède une population de 569 habitants en 2014.